# Joséphine-Clémence Formentin
Joséphine-Clémence Formentin, née le 4 juillet 1802 à Belleville et morte le 18 août 1863 à Paris, est une dessinatrice, lithographe et imprimeuse française.

## Biographie
Elle est née en 1802 à Belleville.
Elle est l'élève d'Abel de Pujol. De 1824 à 1856, elle travaille en imprimerie, lithographie notamment chez Basset, 64 rue Saint-Jacques à Paris.
En 1824, elle détient le brevet pour être titulaire d'un atelier de lithographie. En 1827, elle remporte la médaille de bronze à l'exposition des produits de l'industrie française.
En 1836, Maxime de Montrond fait appel à Joséphine-Clémence Formentin pour éditer des lithographies pour son livre Essais historiques sur la ville d’Étampes. Durant sa carrière, Joséphine-Clémence Formentin ne cesse d'innover dans son domaine afin d'être toujours à la pointe de la modernité.
En 1844, elle dirige une équipe composée d'une trentaine d'ouvriers. Plusieurs dessinateurs et graveurs connus travaillent sous ses ordres ou en collaboration. Elle se représente la même année à l'Exposition des produits de l'industrie française, ou elle gagne une médaille d'argent.

## Récompenses
- médaille de bronze  à l'Exposition des produits de l'industrie française  de 1827
- médaille d'argent pour des épreuves d'estompe et de lavis sur pierre à  l'Exposition des produits de l'industrie française de 1844[4]

## Œuvres
- La Jolie Bouquetière, XIXe siècle, Paris
- L'Engageante Mercière, XIXe siècle, Paris
- La Gracieuse Tabletière, XIXe siècle, Paris
- La Complaisante Quincaillère, XIXe siècle, Paris
- La Friande Pâtissière, XIXe siècle, Paris
- Monuments des grands maîtres de l'ordre de Saint-Jean de Jérusalem / Louis-François de Villeneuve-Bargemont, pl. lithogr. par Mlle Formentin, 1829

Estampes, musée du château des Ducs de Bretagne, Nantes
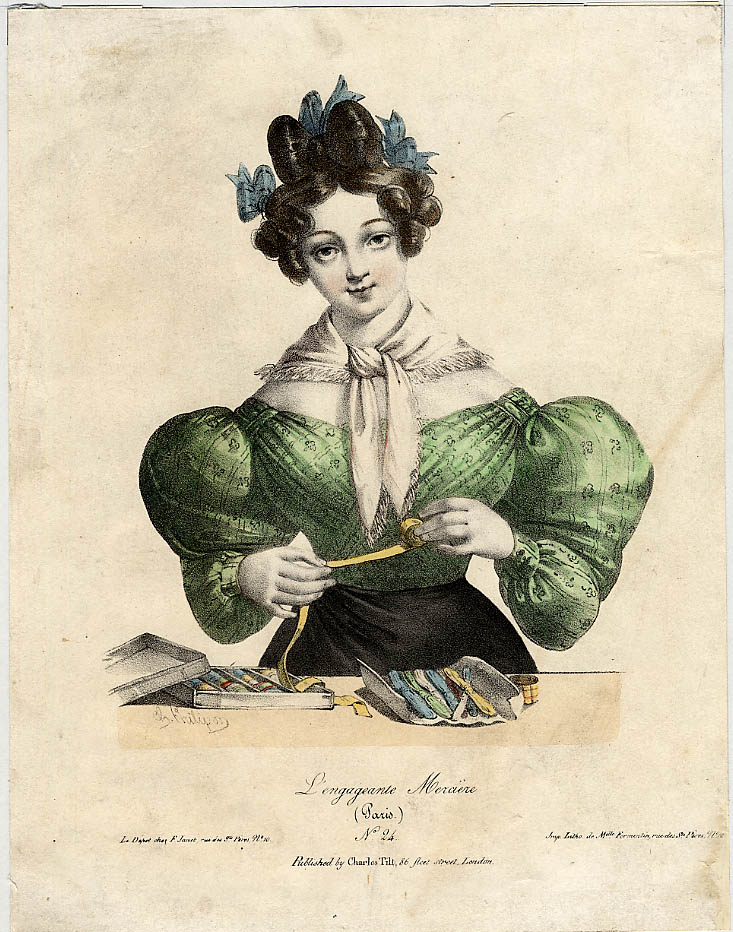
L'Engageante Mercière
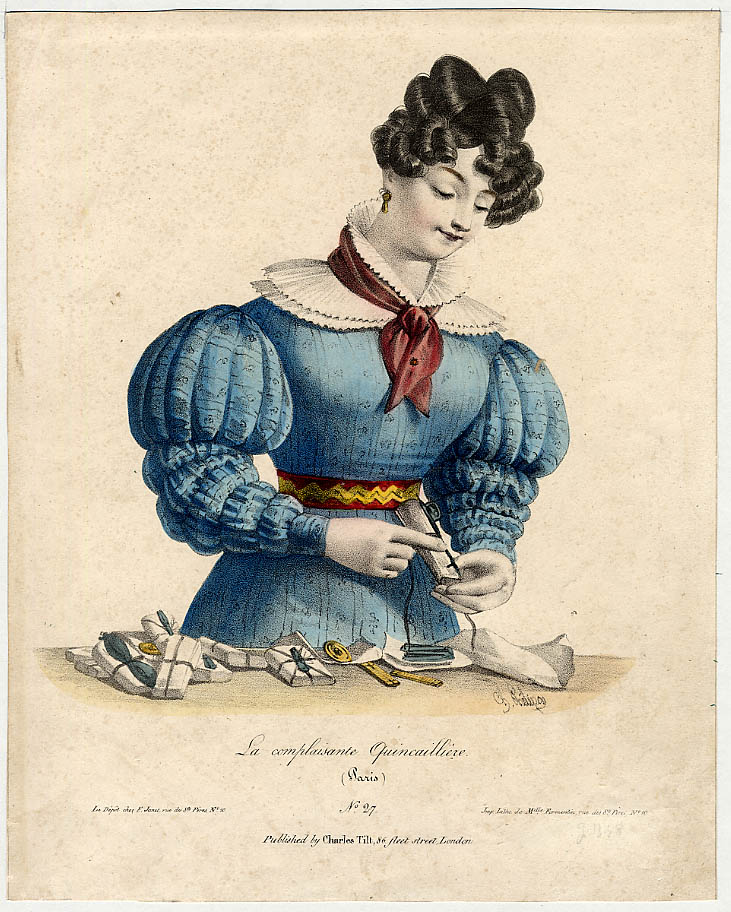
La Complaisante Quincaillère
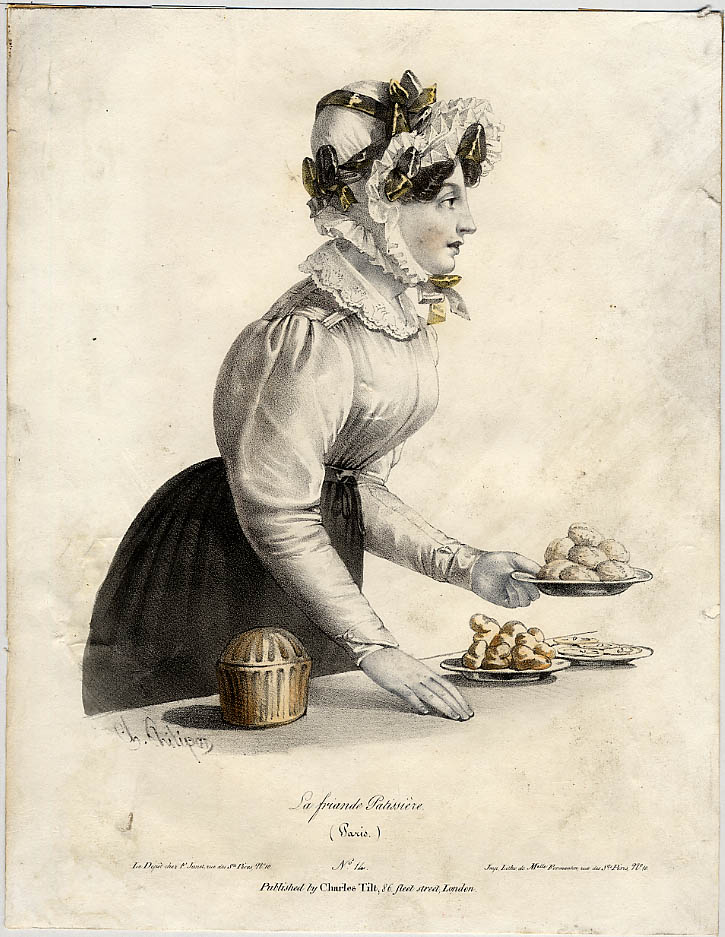
La Pâtissière
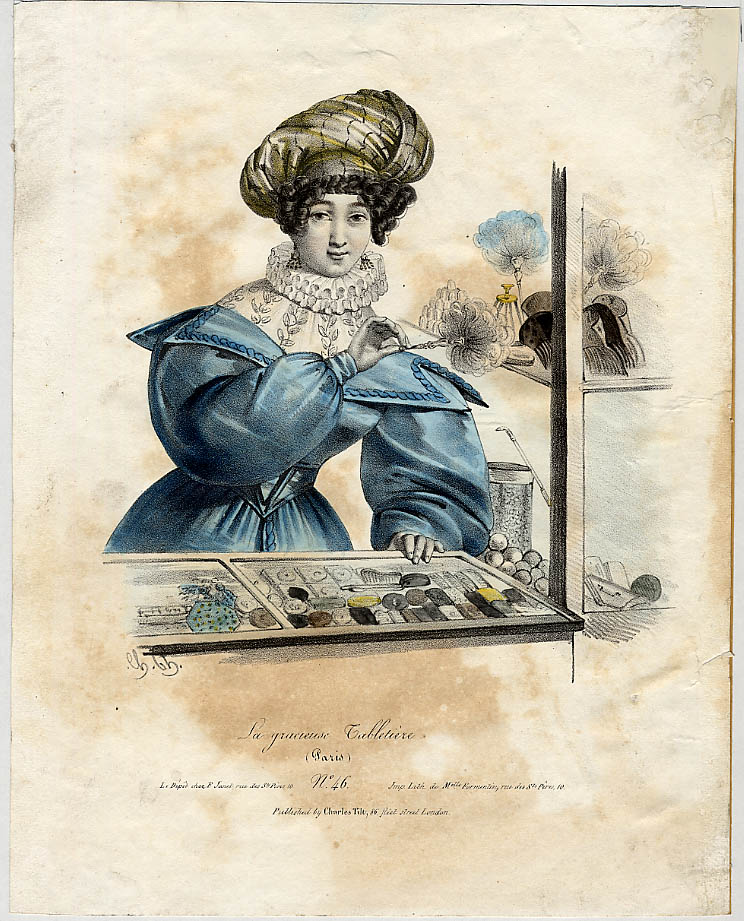
La Tabletière
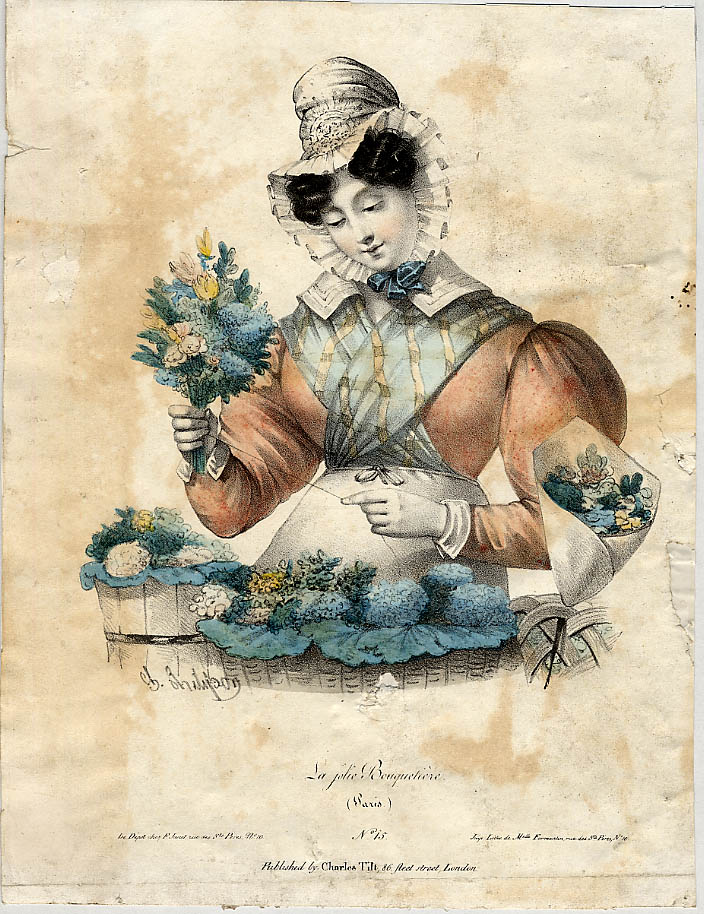
La Bouquetière